# Canal 9 (rete televisiva argentina)
Canal 9, meglio conosciuta come el nueve, è una rete televisiva argentina. È una delle cinque reti televisive più viste del paese.

## Storia

### Nascita
Dopo la caduta del secondo governo di Juan Domingo Perón, il nuovo governo militare di Pedro Eugenio Aramburu rilasciò tre concessioni per l'utilizzo delle frequenze televisive, così nacquero Canal 9, Canal 11 e Canal 13.
La programmazione dei primi anni era caratterizzata da serie televisive statunitensi della NBC, che possedeva una percentuale nelle azioni della società che possedeva questo canale.
Nel 1965 questa rete televisiva viene acquistata da Alejandro Romay. Sotto la sua direzione, Canal 9 trasmette anche programmi autoprodotti, facendone alzare gli indici di ascolto.

### Nazionalizzazione
Nel 1974, con il ritorno di Peron al potere, Canal 9, insieme a Canal 13 e Telefe vengono nazionalizzati. Dopo la sua morte e il ritorno del regime militare, Canal 9 viene gestito dall'esercito argentino.

### Privatizzazione
Nel 1983, con la caduta del regime militare Romay ritorna alla direzione di Canal 9. Il nuovo telegiornale trasmesso senza censura diventa il fiore all'occhiello del canale.

### Azul Televisión
Nel 1997 Romay vende la rete televisiva al gruppo australiano Prime TV, che l'anno dopo rinomina la rete Azul Televisión. Sotto questa direzione questo canale trasmette programmi ritenuti dal pubblico volgari e di cattivo gusto. Azul Televisión acquistò la maggior parte delle azioni di Telefonica media, che possedeva anche Telefe, che successivamente fu costretta per legge a venderla.

### Gestione Daniel Hadad
Nel 2002 Azul Televisión venne acquistata da Daniel Hadad che ripristinò il vecchio nome Canal 9. Nel 2007 il gruppo messicano Albavision acquistò l'80% di Canal 9, a Daniel Hadad rimane solo il 20% e la gestione dei telegiornali e dei programmi di informazione.

## Diffusione
Canal 9 trasmette in analogico e in digitale terrestre nell'area di Buenos Aires sulla frequenza VHF 9, e in tutto il resto del territorio argentino tramite reti televisive affiliate. È disponibile anche via satellite.